# Élections aux Cortes de Castille-La Manche de 2019
Les élections aux Cortes de Castille-La Manche de 2019 (en espagnol : elecciones a las Cortes de Castilla-La Mancha de 2019) se tiennent le 26 mai 2019, afin d'élire les 33 députés de la Xe législature des Cortes de Castille-La Manche, pour un mandat de quatre ans.

## Contexte

### Enjeux
Les Cortes de Castille-La Manche sont la législature décentralisée et monocamérale de la communauté autonome de Castille-La Manche, dotée d'un pouvoir législatif en matière régionale tel que défini par la Constitution espagnole et le statut d'autonomie de Castille-La Manche, ainsi que de la capacité de voter la confiance en un président de la Junte ou de la retirer. Conformément à l'article 69.5 de la Constitution, les Cortes ont la faculté de désigner des sénateurs représentant la communauté autonome au Sénat.

### Dissolution des Cortes
Le mandat des Cortes de Castille-La Manche expire quatre ans après la date de son élection précédente, à moins qu'elles n'aient été dissoutes plus tôt. Le président de la Junte doit déclencher des élections vingt-cinq jours avant la date d'expiration des pouvoirs des Cortes, le jour des élections ayant lieu le cinquante-quatrième jour suivant celui de la convocation et devant correspondre au quatrième dimanche du mois de mai. La séance constitutive a lieu dans un délai de vingt-cinq jours à compter de la célébration des élections.
Le président de la Junte a néanmoins la possibilité de dissoudre les Cortes et de convoquer des élections à tout moment, à condition qu'aucune motion de censure ne soit en cours et que cette dissolution n'intervienne pas avant un an après la précédente, ni lorsqu'il ne reste qu'un an avant l'expiration naturelle de la législature ou qu'un processus électoral national est en cours. En cas de dissolution, le mandat de la chambre élue sera limité à la durée naturelle de la législature originelle. Si un processus d'investiture échoue à élire un président régional dans un délai de deux mois à compter du premier tour de scrutin, le candidat du parti disposant du plus grand nombre de sièges est automatiquement désigné chef de l'exécutif régional.

## Mode de scrutin
Conformément à l'article 10 du statut d'autonomie de Castille-La Manche, les Cortes sont composées d'un nombre de députés compris entre vingt-cinq et trente-cinq. La loi électorale castillane 5/1986, modifiée en 2014, fixe ce nombre à 33 députés (en espagnol : diputados) élus pour une législature de quatre ans au suffrage universel direct et suivant le scrutin proportionnel d'Hondt à listes fermées par l'ensemble des personnes résidant dans la communauté autonome où résidant momentanément à l'extérieur de celle-ci, si elles en font la demande.
Comme dans toute l'Espagne, le vote blanc est reconnu et comptabilisé comme un vote valide. Il est par conséquent pris en compte pour déterminer si un parti a franchi ou non le seuil électoral. En revanche, conformément à l'article 96.5 de la LOREG, seuls les suffrages exprimés sont pris en compte pour la répartition des sièges à pourvoir.
Conformément à l'article 15 de la loi électorale, la circonscription électorale correspond à la province. L'article suivant dispose que chaque province élit un minimum de trois députés. Les 18 sièges restants sont distribués entre les provinces en fonction de leur population, selon la procédure suivante :
- on divise le nombre total d'électeurs de la communauté autonome par 18 pour obtenir un quota de partage ;
- on divise le nombre d'électeurs de chaque province par le quota de partage et on attribue à chacune des provinces autant de députés que la partie entière du quotient ;
- les députés restants sont distribués aux provinces dont la partie décimale du quotient est la plus élevée.

| Circonscriptions        | Députés | Carte                                  |
| ----------------------- | ------- | -------------------------------------- |
| Tolède                  | 9       | Nombre de députés par circonscription. |
| Albacete et Ciudad Real | 7       | Nombre de députés par circonscription. |
| Cuenca et Guadalajara   | 5       | Nombre de députés par circonscription. |

### Conditions de candidature
La loi électorale prévoit que les partis, fédérations, coalitions et groupements électoraux sont autorisés à présenter des listes de candidats. Toutefois, les partis, fédérations ou coalitions qui n'ont pas obtenu de mandat aux Cortes lors de l'élection précédente sont tenus d'obtenir au moins la signature de 0,1 % des électeurs inscrits au registre électoral de la circonscription dans laquelle ils cherchent à se faire élire, alors que les regroupements d'électeurs sont tenus d'obtenir la signature de au moins 1 % des électeurs. Il est interdit aux électeurs de signer pour plus d'une liste de candidats. En même temps, les partis et les fédérations qui ont l'intention d'entrer en coalition pour participer conjointement à une élection sont tenus d'informer la commission électorale compétente dans les dix jours suivant le déclenchement de l'élection. L'ordre de présentation des candidats et suppléants sur la liste doit obligatoirement alterner entre des individus de sexe opposé.

### Répartition des sièges
Toute candidature qui n'a pas obtenu un minimum de 3 % des voix dans une circonscription n'est pas admise à participer à la répartition des sièges. La répartition se déroule de la manière suivante :
- on ordonne les candidatures sur une colonne en allant de la plus votée vers la moins votée ;
- on divise le nombre de voix obtenues par chaque candidature par 1, 2, 3... jusqu'au nombre de sièges à pourvoir dans le but de former un tableau ;
- on attribue les sièges à pourvoir en tenant compte des plus grands quotients selon un ordre décroissant ;
- lorsque deux candidatures obtiennent un même quotient, le siège est attribué à celle qui a le plus grand nombre total de voix ; lorsque deux candidatures ont exactement le même nombre total de voix, l'égalité est résolue par tirage au sort et les suivantes de manière alternative.

Les sièges propres à chaque formation politique sont attribués aux candidats en suivant l'ordre de présentation sur la liste. En cas de décès, incapacité ou démission d'un député, le siège vacant revient au candidat ou, le cas échéant, au suppléant placé immédiatement derrière le dernier candidat élu de la liste.

## Campagne

### Principaux partis
| Parti | Parti                                                                       | Chef de file         | Résultat en 2015           |
| ----- | --------------------------------------------------------------------------- | -------------------- | -------------------------- |
|       | Parti populaire de Castille-La Manche Partido popular de Castilla-La Mancha | Francisco Núñez      | 37,5 % des voix 16 députés |
|       | Parti socialiste ouvrier espagnol Partido socialista obrero español         | Emiliano García-Page | 36,1 % des voix 15 députés |
|       | Podemos                                                                     | José García Molina   | 9,8 % des voix 2 députés   |
|       | Ciudadanos                                                                  | David Muñoz Zapata   | 8,6 % des voix             |

### Sondages
| Institut       | Date       | PSOE           | PP             | Podemos     | Cs           | Autres |
| -------------- | ---------- | -------------- | -------------- | ----------- | ------------ | ------ |
| Institut       | Date       |                |                |             |              |        |
| SyM Consulting | 24/03/18   | 35 % (13-17)   | 32,2 % (11-14) | 9,5 % (1-2) | 14,3 % (3-4) | 3,4 %  |
| Celeste Tel    | 09/04/2018 | 37,2 % (14-17) | 28,6 % (11)    | 9,0 % (1-3) | 16,8 % (4-6) | 8,4 %  |
| NC Report      | mai 2018   | 32,9 % (13-14) | 33,3 % (13-14) | 9,9 % (2)   | 15 % (4-5)   | 7 %    |

## Résultats

### Participation
| Taux de participation | En 2015 | En 2019 | Différence |
| --------------------- | ------- | ------- | ---------- |
| à 14 heures           | 38,45 % | 37,72 % | 0,73       |
| à 18 heures           | 55,32 % | 53,40 % | 1,92       |
| à 20 heures           | 71,52 % | 70,82 % | 0,7        |

### Voix et sièges

#### Total régional
|               |                                                         |           |       |      |        |               |  |  |  |  |  |  |  |  |
| Partis        | Partis                                                  | Voix      | %     | +/−  | Sièges | +/−           |  |  |  |  |  |  |  |  |
|               | Parti socialiste ouvrier espagnol (PSOE)                | 476 469   | 44,10 | 7,99 | 19     | 4             |  |  |  |  |  |  |  |  |
|               | Parti populaire de Castille-La Manche (PP)              | 308 184   | 28,53 | 8,96 | 10     | 6             |  |  |  |  |  |  |  |  |
|               | Ciudadanos (Cs)                                         | 122 955   | 11,38 | 2,74 | 4      | 4             |  |  |  |  |  |  |  |  |
|               | Vox                                                     | 75 813    | 7,02  | 6,54 | 0      | en stagnation |  |  |  |  |  |  |  |  |
|               | Podemos-IU-Equo                                         | 74 777    | 6,92  | 5,93 | 0      | 2             |  |  |  |  |  |  |  |  |
|               | Parti animaliste contre la maltraitance animale (PACMA) | 8 662     | 0,80  | 0,01 | 0      | en stagnation |  |  |  |  |  |  |  |  |
|               | Parti castillan-Terre du peuple (PCAS-TC)               | 1 411     | 0,13  | 0,01 | 0      | en stagnation |  |  |  |  |  |  |  |  |
|               | Parti communiste des peuples d'Espagne (PCPE)           | 1 248     | 0,12  | 0,03 | 0      | en stagnation |  |  |  |  |  |  |  |  |
|               | Traditions et monde rural (ANATUR)                      | 1 244     | 0,12  | Nv.  | 0      | en stagnation |  |  |  |  |  |  |  |  |
|               | Pour un monde + juste (PUM+J)                           | 728       | 0,07  | Nv.  | 0      | en stagnation |  |  |  |  |  |  |  |  |
|               | Ensemble, nous gagnons (JG)                             | 149       | 0,01  | Nv.  | 0      | en stagnation |  |  |  |  |  |  |  |  |
|               | Blanc                                                   | 8 754     | 0,81  | 0,94 |        |               |  |  |  |  |  |  |  |  |
|               |                                                         |           |       |      |        |               |  |  |  |  |  |  |  |  |
| Votes valides | Votes valides                                           | 1 080 394 | 98,95 |      |        |               |  |  |  |  |  |  |  |  |
| Votes nuls    | Votes nuls                                              | 11 506    | 1,05  |      |        |               |  |  |  |  |  |  |  |  |
| Total         | Total                                                   | 1 091 900 | 100   | -    | 33     | en stagnation |  |  |  |  |  |  |  |  |
| Abstentions   | Abstentions                                             | 514 221   | 32,02 |      |        |               |  |  |  |  |  |  |  |  |
| Inscrits      | Inscrits                                                | 1 606 121 | 67,98 |      |        |               |  |  |  |  |  |  |  |  |

#### Par circonscription
|             |             |         |         |        |               |         |         |        |               |         |         |        |               |         |         |        |               |         |         |        |               |  |  |  |  |
| Sièges      | Sièges      | 7       | 7       | 7      | 1             | 7       | 7       | 7      | 1             | 5       | 5       | 5      | en stagnation | 5       | 5       | 5      | en stagnation | 9       | 9       | 9      | en stagnation |  |  |  |  |
|             |             |         |         |        |               |         |         |        |               |         |         |        |               |         |         |        |               |         |         |        |               |  |  |  |  |
|             |             | Nombre  | Nombre  | %      | %             | Nombre  | Nombre  | %      | %             | Nombre  | Nombre  | %      | %             | Nombre  | Nombre  | %      | %             | Nombre  | Nombre  | %      | %             |  |  |  |  |
| Inscrits    | Inscrits    | 310 059 | 310 059 | 100,00 | 100,00        | 396 239 | 396 239 | 100,00 | 100,00        | 155 157 | 155 157 | 100,00 | 100,00        | 220 384 | 220 384 | 100,00 | 100,00        | 524 282 | 524 282 | 100,00 | 100,00        |  |  |  |  |
| Abstentions | Abstentions | 101 304 | 101 304 | 32,67  | 32,67         | 125 109 | 125 109 | 31,57  | 31,57         | 37 228  | 37 228  | 23,99  | 23,99         | 93 063  | 93 063  | 42,23  | 42,23         | 157 517 | 157 517 | 30,04  | 30,04         |  |  |  |  |
| Votants     | Votants     | 208 755 | 208 755 | 67,33  | 67,33         | 271 130 | 271 130 | 68,43  | 68,43         | 117 929 | 117 929 | 76,01  | 76,01         | 127 321 | 127 321 | 57,77  | 57,77         | 366 765 | 366 765 | 69,96  | 69,96         |  |  |  |  |
| Nuls        | Nuls        | 2 113   | 2 113   | 1,01   | 1,01          | 3 044   | 3 044   | 1,12   | 1,12          | 1 325   | 1 325   | 1,12   | 1,12          | 1 102   | 1 102   | 0,87   | 0,87          | 3 922   | 3 922   | 1,07   | 1,07          |  |  |  |  |
| Exprimés    | Exprimés    | 206 642 | 206 642 | 98,99  | 98,99         | 268 086 | 268 086 | 98,88  | 98,88         | 116 604 | 116 604 | 98,88  | 98,88         | 126 219 | 126 219 | 99,13  | 99,13         | 362 843 | 362 843 | 98,93  | 98,93         |  |  |  |  |
|             |             |         |         |        |               |         |         |        |               |         |         |        |               |         |         |        |               |         |         |        |               |  |  |  |  |
| Partis      | Partis      | Voix    | %       | Sièges | +/−           | Voix    | %       | Sièges | +/−           | Voix    | %       | Sièges | +/−           | Voix    | %       | Sièges | +/-           | Voix    | %       | Sièges | +/-           |  |  |  |  |
|             | PSOE        | 86 626  | 41,92   | 4      | 1             | 124 028 | 46,26   | 4      | en stagnation | 54 160  | 46,45   | 3      | 1             | 49 932  | 39,56   | 3      | 1             | 161 723 | 44,57   | 5      | 1             |  |  |  |  |
|             | PP          | 60 059  | 29,06   | 2      | 1             | 76 569  | 28,56   | 2      | 2             | 38 226  | 32,78   | 2      | 1             | 30 704  | 24,33   | 1      | 1             | 102 626 | 28,28   | 3      | 1             |  |  |  |  |
|             | Cs          | 27 191  | 13,16   | 1      | 1             | 30 196  | 11,26   | 1      | 1             | 9 174   | 7,87    | 0      | en stagnation | 18 220  | 14,44   | 1      | 1             | 38 174  | 10,52   | 1      | 1             |  |  |  |  |
|             | Vox         | 11 744  | 5,68    | 0      | en stagnation | 16 032  | 5,98    | 0      | en stagnation | 6 521   | 5,59    | 0      | en stagnation | 12 024  | 9,53    | 0      | en stagnation | 29 492  | 8,13    | 0      | en stagnation |  |  |  |  |
|             | Podemos     | 16 398  | 7,94    | 0      | en stagnation | 16 480  | 6,15    | 0      | en stagnation | 6 391   | 5,48    | 0      | en stagnation | 11 808  | 9,36    | 0      | 1             | 23 700  | 6,53    | 0      | 1             |  |  |  |  |
|             | Autres      | 2 920   | 1,41    |        |               | 2 473   | 0,92    |        |               | 1 002   | 0,86    |        |               | 2 639   | 2,09    |        |               | 4 408   | 1,21    |        |               |  |  |  |  |
|             | Blanc       | 1 704   | 0,82    | 2 308  | 0,86          | 1 130   | 0,97    | 892    | 0,71          | 2 720   | 0,75    |        |               |         |         |        |               |         |         |        |               |  |  |  |  |